# کریس ادلر
کریستوفر جیمز ادلر (انگلیسی: Christopher James Adler؛ زادهٔ ۲۳ نوامبر ۱۹۷۲) موسیقی‌دان آمریکایی است که به‌عنوان درامر و پایه‌گذار گروه هوی متال لمب آو گاد شناخته شده است. او برادر بزرگتر ویلی ادلر (گیتارست لمب آو گاد) است. کریس قبل از بنیاد نهادن لمب آو گاد در سال ۱۹۹۴ عضو چندین گروه محلی بوده است. همچنین وی از ۲۰۱۵ تا ۲۰۱۶ درامر گروه ترش متال مگادث بود که به‌دلیل تداخل برنامه بین گروه خودش لمب آو گاد و مگادث از آن خارج می‌شود. او برای تک‌آهنگ «دیستوپیا» (۲۰۱۶) از آلبوم به همین نامِ مگادث، برنده جایزه گرمی شد.
او به‌خاطر تکنیک پاشنه پایش (Heel-toe technique) و استفاده از ست درامز راست‌دست (درحالی که چپ‌دست است) شناخته شده است. ادلر گیاه‌خوار است.